# Paradidymocentrus
Paradidymocentrus is een kevergeslacht uit de familie van de boktorren (Cerambycidae). De wetenschappelijke naam van het geslacht werd voor het eerst geldig gepubliceerd in 1956 door Breuning.

## Soorten
Paradidymocentrus omvat de volgende soorten:
- Paradidymocentrus maindroni Breuning, 1978
- Paradidymocentrus parterufipennis Breuning, 1956